# Uovo del bocciolo di rosa
L'Uovo del bocciolo di rosa è una delle uova imperiali Fabergé: il primo delle uova di Pasqua gioiello che l'ultimo zar di Russia, Nicola II donò a sua moglie la zarina Aleksandra Fëdorovna Romanova;
Fu fabbricato a San Pietroburgo nel 1895 sotto la supervisione di Michael Perkhin, per conto del gioielliere russo Peter Carl Fabergé, della Fabergé, che nella sua fattura lo descrisse come:

## Proprietari
L'Uovo bocciolo di rosa, insieme a tutte le prime uova di Pasqua Fabergé ricevute dalla nuova imperatrice, fu conservato in un mobile ad angolo dell'appartamento privato della coppia imperiale presso il Palazzo d'Inverno, tra una porta che conduce alla camera da letto e una finestra.
Qui le sorprese contenute nell'uovo furono minuziosamente descritte nel 1909 come 
 dall'ispettore dei locali dell'Imperiale Palazzo d'Inverno.
Nel 1917 l'uovo fu confiscato dal Governo provvisorio russo.
Attorno al 1927 fu una delle nove uova vendute dall'Antikvariat ad Emanuel Snowman della gioielleria Wartski, di Londra. 
L'Uovo fu esposto nel 1935 a Londra, con la corona tempestata di diamanti ed il pendente di rubino, come proprietà di un certo Charles Parsons.
Nel 1953 Kenneth Snowman produsse una fotografia d'archivio ponendolo tra le uova di cui non si conosceva la sorte.
Nel 1962 fu acquistato da Henry Talbot de Vere Clifton.
Scomparso per molti anni, corse voce che l'uovo era stato gravemente danneggiato, se non distrutto, in una disputa coniugale.
Le indiscrezioni su danni allo smalto sapientemente riparati permisero a Malcolm Forbes di accertare l'autenticità dell'uovo, che acquistò nel 1985 dalla Fine Art Society di Londra.
Il 4 febbraio 2004 la casa d'aste Sotheby's ha annunciato che, senza passare per una pubblica asta, la Forbes Magazine Collection era stata acquistata da Viktor Vekselberg per quasi 100 milioni di dollari, in questo modo più di 180 opere d'arte Fabergé, incluso l'Uovo dell'alloro e altre otto delle rare uova imperiali, dopo circa ottant'anni sono tornate nel loro paese d'origine dove dal novembre 2013 sono esposte al Museo Fabergé di San Pietroburgo.

## Descrizione
L'uovo è fatto d'oro di vari colori, smalto rosso traslucido e bianco opaco, diamanti taglio rosetta oppure tagliati come una lastra sottile, è foderato di velluto color crema.
Il guscio d'oro, coperto di smalto traslucido rosso fragola su fondo guilloché, si apre orizzontalmente in due parti incernierate tra loro. 
File di diamanti taglio rosetta dividono l'uovo verticalmente in quattro spicchi e orizzontalmente, lungo il bordo superiore dell'apertura, per un totale di otto pannelli; quelli della parte superiore sono decorati con ghirlande d'alloro d'oro verde legate da nastri d'oro rosso con diamanti incastonati, mentre su ogni pannello della parte inferiore dell'uovo è applicata una freccia incastonata di diamanti intrecciata a ghirlande di alloro d'oro verde appese a diamanti.
Alle estremità dell'uovo, circondati da una fila di diamanti taglio rosetta, sono posti due diamanti: quello superiore è tagliato come una lastra sottile attraverso la quale è visibile un ritratto in miniatura dello zar Nicola II, sotto quello alla base dell'uovo si legge la data 1894.
Questo uovo in Stile Luigi XVI incarna l'abbraccio di Fabergé al Neoclassicismo, in opposizione al dominio dell'Art Nouveau nel design contemporaneo del tardo XIX secolo.

### Sorpresa
L'uovo si apre per rivelare, nell'interno foderato di velluto, un bocciolo di rosa formato da petali d'oro incernierati smaltati di giallo e con foglie smaltate in verde.
Il bocciolo originariamente conteneva una corona d'oro con diamanti e rubini e un pendente con un rubino cabochon, molto simili alla corona e al pendente del Primo uovo con gallina.
La corona era un riferimento al nuovo ruolo di Aleksandra Fëdorovna Romanova come imperatrice di Russia, a seguito dell'ascensione al trono del marito, Nicola II di Russia.

## Contesto storico
Il 14 novembre 1894, poche settimane dopo la morte di Alessandro III di Russia, suo figlio Nicola sposò la principessa Alice d'Assia e del Reno che, quando il marito ascese al trono, divenne imperatrice di Russia.
L'uovo fu il regalo ideale da Nicola alla sua adorata moglie, per la prima Pasqua insieme con la giovane sposa nostalgica della sua patria natia dove le rose gialle erano particolarmente apprezzate.